# Ганс Пфундтнер
Ганс Пфу́ндтнер (нім. Hans Pfundtner; 15 липня 1881, Гумбіннен — 25 квітня 1945, Берлін) — державний діяч нацистської Німеччини, статс-секретар імперського міністерства внутрішніх справ.

## Біографія
З сім'ї потомствених чиновників, здобув юридичну і сільськогосподарську освіту. Учасник Першої світової війни, гауптман. З 1919 року служив в імперському міністерстві економіки. У 1925 році через невдоволення політичною обстановкою залишив державну службу і працював нотаріусом в Берліні. Часто виступав на сторінках правої преси, був віце-президентом «Національного клубу» в 1919 році. У ці роки був близький до Альфреда Гугенберга і входив до складу наглядових рад декількох його фірм, активний член Німецької національної народної партії. У березні 1932 вступив в НСДАП.
Здійснював зв'язок між партією і вищими ланками апарату міністерств. У 1932 році склав пропозиції щодо реорганізації державного апарату, серед яких було вигнання зі складу чиновництва лівих елементів. Був призначений статс-секретарем імперського міністерства внутрішніх справ 1 лютого 1933 року. Постійно виступав у пресі з правових і управлінських проблем. До 1939 року під його керівництвом залишилися управління кадрів, у справах комунального управління та у справах національної спадщини і топографії. Намагався зайняти провідне становище в міністерстві шляхом створення для нього посади «провідного статс-секретаря». Однак з посиленням впливу Вільгельма Штуккарта його компетенція постійно скорочувалася. Після початку Другої світової війни більшість найважливіших рішень в міністерстві вже проходили повз нього. У листопаді 1943 року вийшов у відставку.
Разом з дружиною наклав на себе руки перед загрозою арешту радянськими військами під час штурму Берліна.

## Нагороди
- Рятувальна медаль (1899)
- Залізний хрест 2-го класу
- Хрест «За військові заслуги» (Мекленбург-Шверін) 2-го класу
- Ганзейський Хрест (Гамбург)
- Нагрудний знак «За поранення» в чорному
- Почесний хрест ветерана війни з мечами
- Хрест Воєнних заслуг 2-го і 1-го класу
- Золотий партійний знак НСДАП

### Почесні звання
- Почесний керівник Імперської асоціації багатодітних сімей
- Почесний громадянин міст Гарміш-Партенкірхен, Марінвердер і Гумбіннен